# Tadeusz Kuta (prawnik)

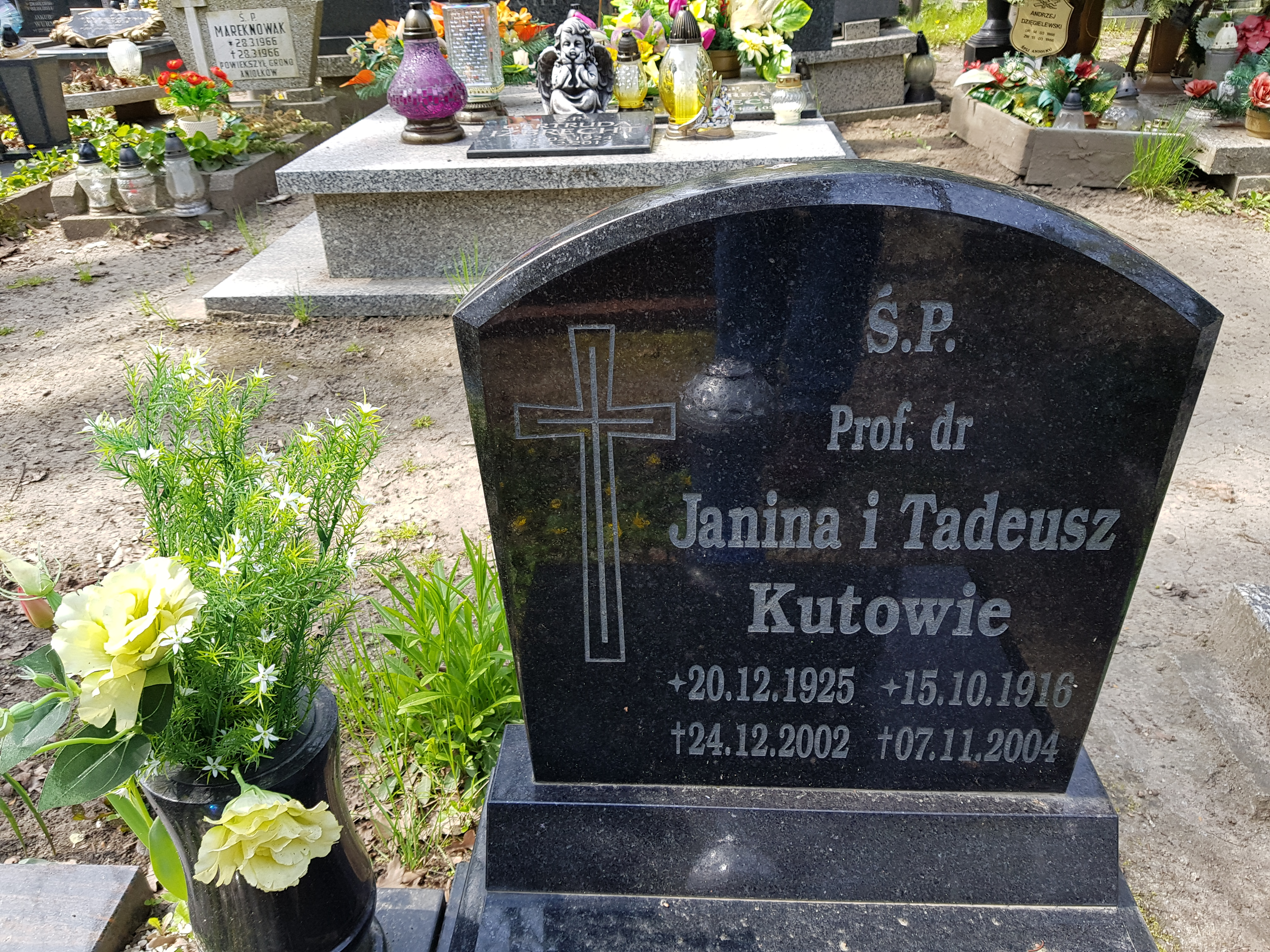
Grób prof. Tadeusza Kuty na Cmentarzu Grabiszyńskim we Wrocławiu

Tadeusz Kuta (ur. 15 października 1916 w Machowej, zm. 7 listopada 2004 we Wrocławiu) – polski prawnik, administratywista, profesor Uniwersytetu Wrocławskiego.

## Życiorys
W 1937 roku ukończył w Tarnowie gimnazjum typu staroklasycznego i w tym samym roku został powołany do zasadniczej służby wojskowej w Szkole Podchorążych Rezerwy przy 19. Pułku Piechoty we Lwowie. W roku 1938 rozpoczął studia geograficzne na Uniwersytecie Jana Kazimierza we Lwowie, które przerwała wojna. Brał udział w kampanii wrześniowej, a następnie walczył w oddziałach Armii Krajowej w latach 1943–1944 na terenie województwa rzeszowskiego. 
W lipcu 1945 roku przyjechał do Wrocławia i podjął studia na Wydziale Prawno-Administracyjnym tamtejszego Uniwersytetu (indeks z numerem 158). W trakcie studiów wybrał specjalizację administracyjną i z tą gałęzią prawa pozostał związany przez resztę życia. Od 1949 zatrudniony na stanowisku asystenta w Katedrze Prawa Administracyjnego. Był wychowankiem prof. Tadeusza Bigi, pod opieką którego napisał rozprawę doktorską dotyczącą pojęcia działań niewładczych na przykładzie administracji rolnictwa, obronioną w 1961 roku. Praca ta została wyróżniona w konkursie miesięcznika Państwo i Prawo w 1963 roku.
Habilitował się w 1968 roku na podstawie rozprawy pt. Aspekty prawne działań administracji publicznej w organizowaniu usług. Następnie został profesorem nadzwyczajnym. W kolejnym roku objął stanowisko kierownika Zakładu Nauki Administracji w nowo utworzonym Instytucie Nauk Administracyjnych. Był również wicedyrektorem tego Instytutu. Autor i współautor licznych publikacji, w tym kilku monografii i podręczników. Promotor w 5 przewodach doktorskich (J. Jeżewskiego, A. Błasia, J. Supernata, A. Pakuły i J. Korczaka).
Od 1987 roku na emeryturze. Pochowany na Cmentarzu Grabiszyńskim we Wrocławiu.